# 利亚诺德武雷瓦
利亚诺德武雷瓦，是西班牙卡斯蒂利亚-莱昂布尔戈斯省的一个市镇。总面积15平方公里，总人口55人（2001年），人口密度4人/平方公里。